# کوه داتا
کوه داتا (به لاتین: Mount Data) یک کوه در فیلیپین است که در منطقه اداری کوردیلرا واقع شده‌است. کوه داتا ۲٬۳۱۰ متر بالاتر از سطح دریا واقع شده‌است.